# Vauxaillon
Cet article possède un paronyme, voir Vaubaillon.
Vauxaillon [voksajɔ̃] est une commune française située dans le département de l'Aisne, en région Hauts-de-France.

## Géographie

### Hydrographie
La commune est située dans le bassin Seine-Normandie. Elle est drainée par le canal de l'Oise à l'Aisne, l'Ailette, le canal 01 de la commune de Vauxaillon, le canal 03 de la commune de Vauxaillon, le cours d'eau 01 de la commune de Vauxaillon, le cours d'eau 01 de la Prée, le cours d'eau 01 des Libessarts, le cours d'eau 01 du Bois Bernard, le cours d'eau 01 du Châtelet et un autre petit cours d'eau,.
Le canal de l'Oise à l'Aisne est un canal à bief de partage au gabarit Freycinet reliant les vallées de l'Oise et de l'Aisne. Il relie les communes d'Abbécourt et de Bourg-et-Comin en passant sous le tristement célèbre « Chemin des Dames ».
L'Ailette, d'une longueur de 59 km, prend sa source dans la commune de Sainte-Croix et se jette  dans l'Oise (rive gauche) à Quierzy, après avoir traversé 36 communes.

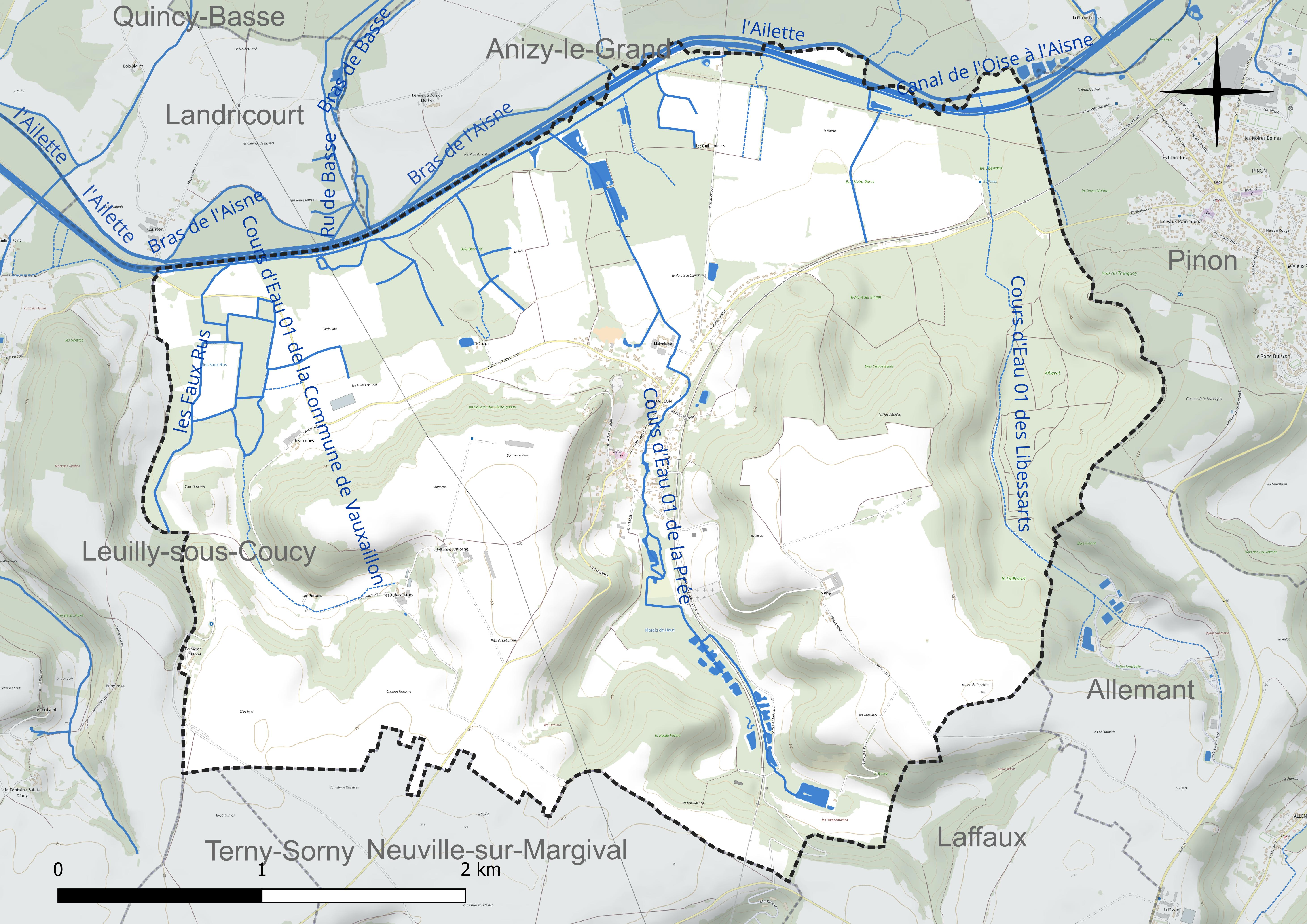
Réseau hydrographique de Vauxaillon.

### Climat
Pour des articles plus généraux, voir Climat des Hauts-de-France et Climat de l'Aisne.
En 2010, le climat de la commune est de type climat océanique dégradé des plaines du Centre et du Nord, selon une étude du CNRS s'appuyant sur une série de données couvrant la période 1971-2000. En 2020, Météo-France publie une typologie des climats de la France métropolitaine dans laquelle la commune est exposée à un climat océanique altéré et est dans la région climatique Nord-est du bassin Parisien, caractérisée par un ensoleillement médiocre, une pluviométrie moyenne régulièrement répartie au cours de l'année et un hiver froid (3 °C).
Pour la période 1971-2000, la température annuelle moyenne est de 10,4 °C, avec une amplitude thermique annuelle de 14,9 °C. Le cumul annuel moyen de précipitations est de 737 mm, avec 11,7 jours de précipitations en janvier et 8,8 jours en juillet. Pour la période 1991-2020, la température moyenne annuelle observée sur la station météorologique la plus proche, située sur la commune de Braine à 18 km à vol d'oiseau, est de 11,3 °C et le cumul annuel moyen de précipitations est de 662,7 mm,. Pour l'avenir, les paramètres climatiques de la commune estimés pour 2050 selon différents scénarios d'émission de gaz à effet de serre sont consultables sur un site dédié publié par Météo-France en novembre 2022.

## Urbanisme

### Typologie
Au 1er janvier 2024, Vauxaillon est catégorisée commune rurale à habitat dispersé, selon la nouvelle grille communale de densité à 7 niveaux définie par l'Insee en 2022.
Elle est située hors unité urbaine. Par ailleurs la commune fait partie de l'aire d'attraction de Soissons, dont elle est une commune de la couronne,. Cette aire, qui regroupe 92 communes, est catégorisée dans les aires de 50 000 à moins de 200 000 habitants,.

### Occupation des sols
L'occupation des sols de la commune, telle qu'elle ressort de la base de données européenne d'occupation biophysique des sols Corine Land Cover (CLC), est marquée par l'importance des territoires agricoles (49,1 % en 2018), une proportion identique à celle de 1990 (49,1 %). La répartition détaillée en 2018 est la suivante : 
terres arables (47,6 %), forêts (47,5 %), zones urbanisées (3,3 %), prairies (1,5 %), milieux à végétation arbustive et/ou herbacée (0,2 %).
L'évolution de l'occupation des sols de la commune et de ses infrastructures peut être observée sur les différentes représentations cartographiques du territoire : la carte de Cassini (XVIIIe siècle), la carte d'état-major (1820-1866) et les cartes ou photos aériennes de l'IGN pour la période actuelle (1950 à aujourd'hui).

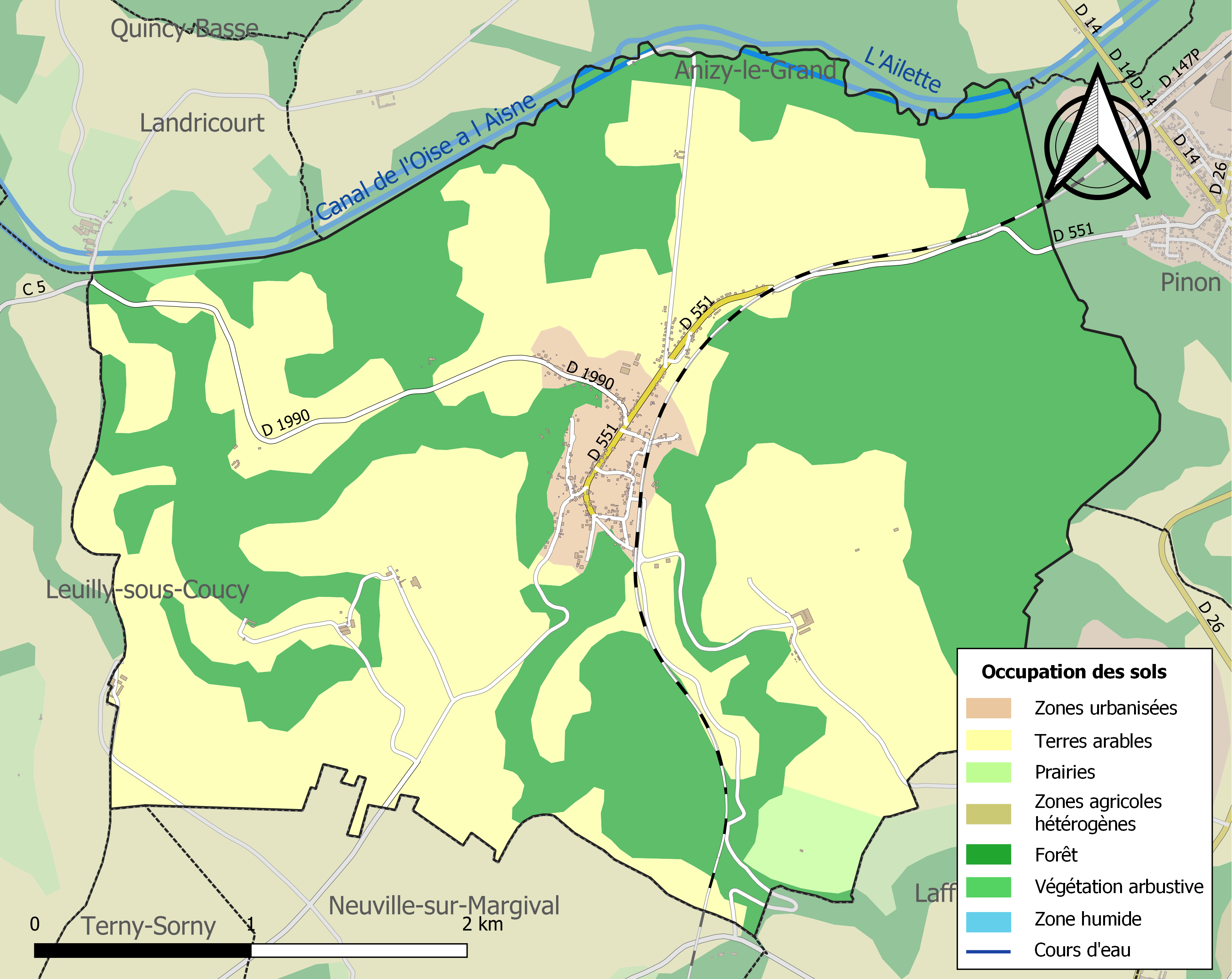
Carte de l'occupation des sols de la commune en 2018 (CLC).

## Toponymie
Le nom de la localité est attesté sous les formes Altare de Valsalione (1100) ; Altare de Vassalione (1100) ; Vallis-Selo (1143) ; Vausallon (1174) ; Vausalion, Vausalon (1197) ; Vausaillum (XIIe siècle) ; Vassalon (1209) ; Vasalion (1216) ; Vausaillon (1219) ; Valsaillum (1223) ; Valsalio (1228) ; Vaussallon (1237) ; Vausseillon (1258) ; Vasaillon (1383) ; Vaussillon (1384) ; Vaussaillon (1525) ; Vaussaillion (1669).

## Histoire

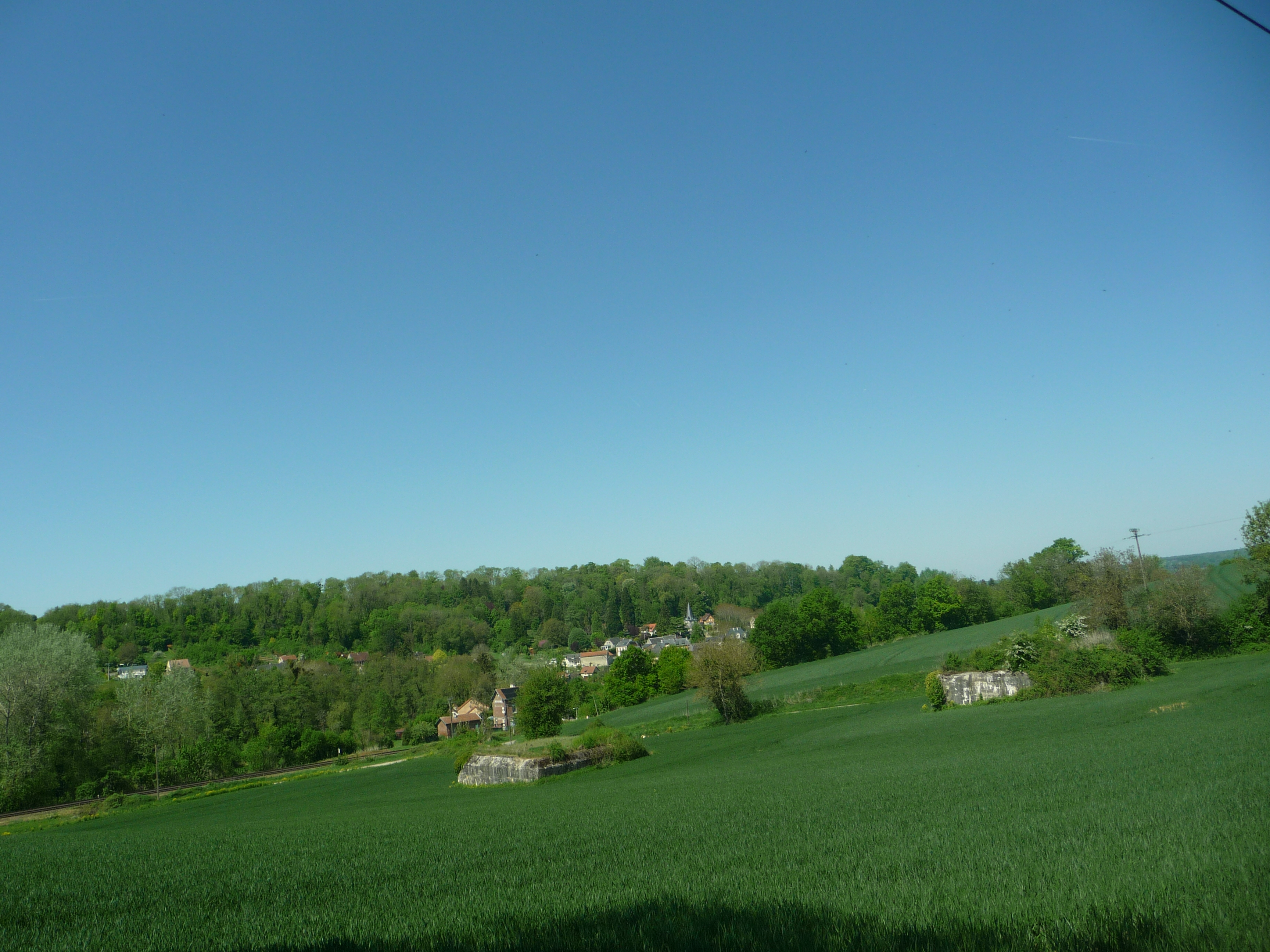
Les deux casemates et le village au fond.

- En 1918, Vauxaillon connaît d'importants combats au cours de la bataille de l'Aisne.
- En 1940, la commune est un haut lieu de la bataille de l'Ailette.

### Le tunnel de Vauxaillon
Il existe un tunnel sur la ligne Soissons - Laon appelé tunnel de Vauxaillon. Il est détruit en 1917 lors de la retraite allemande aux deux extrémités ainsi qu'au milieu. Les sapeurs alliés le remettent en état en mars 1918. Durant la Seconde Guerre mondiale, il est aménagé pour être un des postes de commandement d'Erwin Rommel. Il devient habitable, fortement défendu par une DCA et des blockhaus.
Après la catastrophe du tunnel de Vierzy, il passe à voie unique.

## Politique et administration

### Découpage territorial
La commune de Vauxaillon est membre de la communauté de communes Picardie des Châteaux, un établissement public de coopération intercommunale (EPCI) à fiscalité propre créé le 1er janvier 2017 dont le siège est à Pinon. Ce dernier est par ailleurs membre d'autres groupements intercommunaux.
Sur le plan administratif, elle est rattachée à l'arrondissement de Laon, au département de l'Aisne et à la région Hauts-de-France. Sur le plan électoral, elle dépend du  canton de Laon-1 pour l'élection des conseillers départementaux, depuis le redécoupage cantonal de 2014 entré en vigueur en 2015, et de la première circonscription de l'Aisne  pour les élections législatives, depuis le dernier découpage électoral de 2010.

### Administration municipale
| Période                                  | Période                        | Identité            | Étiquette | Qualité                              |
| ---------------------------------------- | ------------------------------ | ------------------- | --------- | ------------------------------------ |
| Les données manquantes sont à compléter. |                                |                     |           |                                      |
|                                          | 1878                           | M. Valissant        |           |                                      |
| 1879                                     |                                | M. Dubois           |           |                                      |
| 1989                                     | 1995                           | Gilles Gastel       |           |                                      |
| Les données manquantes sont à compléter. |                                |                     |           |                                      |
| mars 2001                                | mars 2008                      | Antoine Pagni       |           |                                      |
| mars 2008                                | décembre 2008                  | Jean-Pierre Aupeix  |           | Démissionnaire                       |
| décembre 2008                            | janvier 2013                   | Jean-Pierre Brugnon |           | Démissionnaire                       |
| mars 2013                                | juillet 2020                   | Gilles Gastel       | DVG       | Retraité                             |
| juillet 2020,                            | En cours (au 1er juillet 2021) | Patrick Lejeune     |           | Retraité des métiers de l'automobile |

## Démographie
L'évolution du nombre d'habitants est connue à travers les recensements de la population effectués dans la commune depuis 1793. Pour les communes de moins de 10 000 habitants, une enquête de recensement portant sur toute la population est réalisée tous les cinq ans, les populations de référence des années intermédiaires étant quant à elles estimées par interpolation ou extrapolation. Pour la commune, le premier recensement exhaustif entrant dans le cadre du nouveau dispositif a été réalisé en 2006.

En 2022, la commune comptait 504 habitants, en évolution de −5,26 % par rapport à 2016 (Aisne : −1,97 %, France hors Mayotte : +2,11 %).
| 1793 | 1800 | 1806 | 1821 | 1831 | 1836 | 1841 | 1846 | 1851 |
| ---- | ---- | ---- | ---- | ---- | ---- | ---- | ---- | ---- |
| 400  | 579  | 677  | 652  | 651  | 660  | 662  | 668  | 636  |

| 1856 | 1861 | 1866 | 1872 | 1876 | 1881 | 1886 | 1891 | 1896 |
| ---- | ---- | ---- | ---- | ---- | ---- | ---- | ---- | ---- |
| 594  | 610  | 615  | 604  | 557  | 621  | 559  | 532  | 518  |

| 1901 | 1906 | 1911 | 1921 | 1926 | 1931 | 1936 | 1946 | 1954 |
| ---- | ---- | ---- | ---- | ---- | ---- | ---- | ---- | ---- |
| 490  | 499  | 461  | 229  | 310  | 319  | 282  | 317  | 333  |

| 1962 | 1968 | 1975 | 1982 | 1990 | 1999 | 2006 | 2011 | 2016 |
| ---- | ---- | ---- | ---- | ---- | ---- | ---- | ---- | ---- |
| 308  | 300  | 288  | 290  | 326  | 378  | 436  | 509  | 532  |

| 2021 | 2022 | - | - | - | - | - | - | - |
| ---- | ---- | - | - | - | - | - | - | - |
| 517  | 504  | - | - | - | - | - | - | - |

## Transports
- La gare.

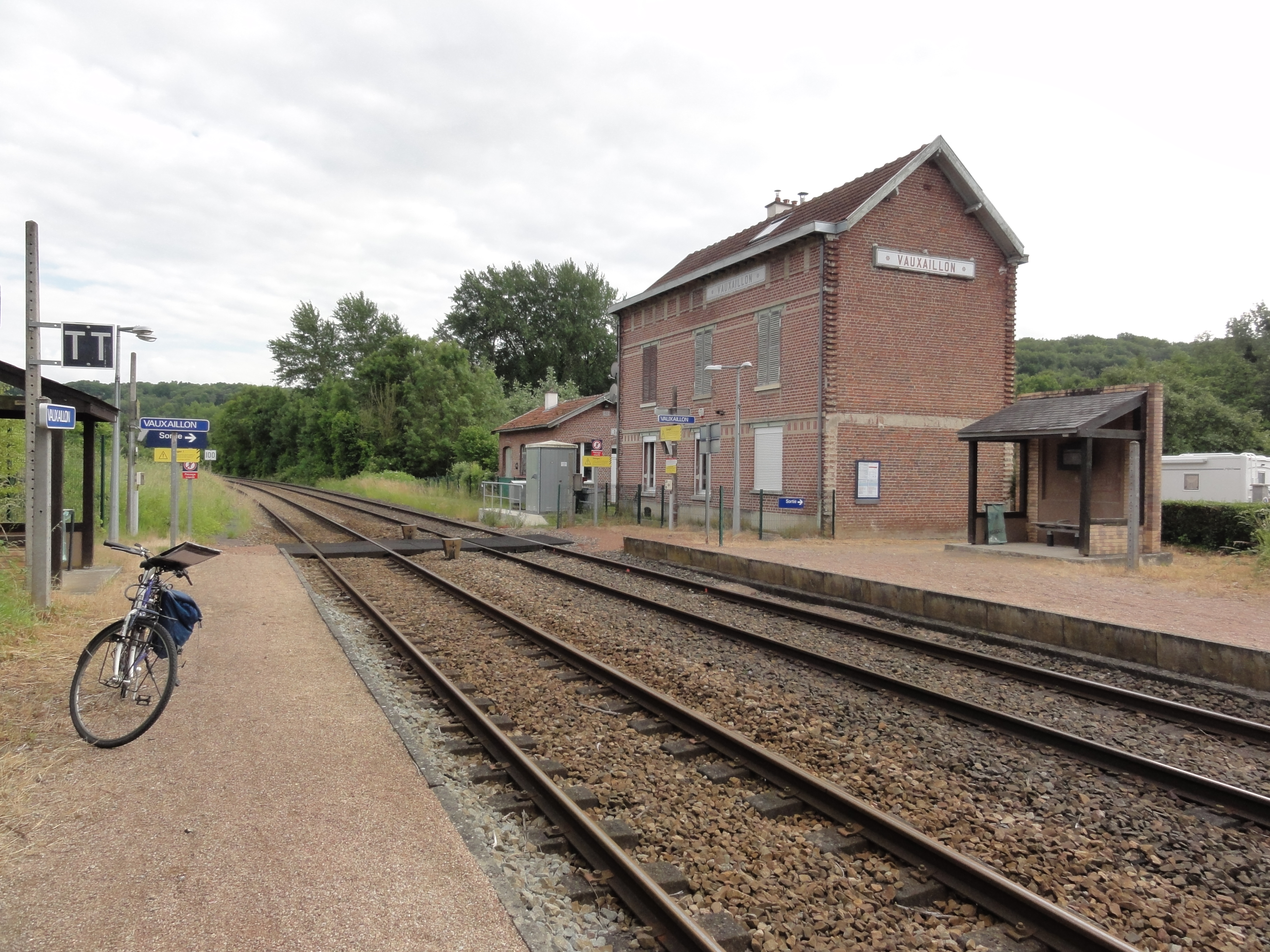
Gare de Vauxaillon.
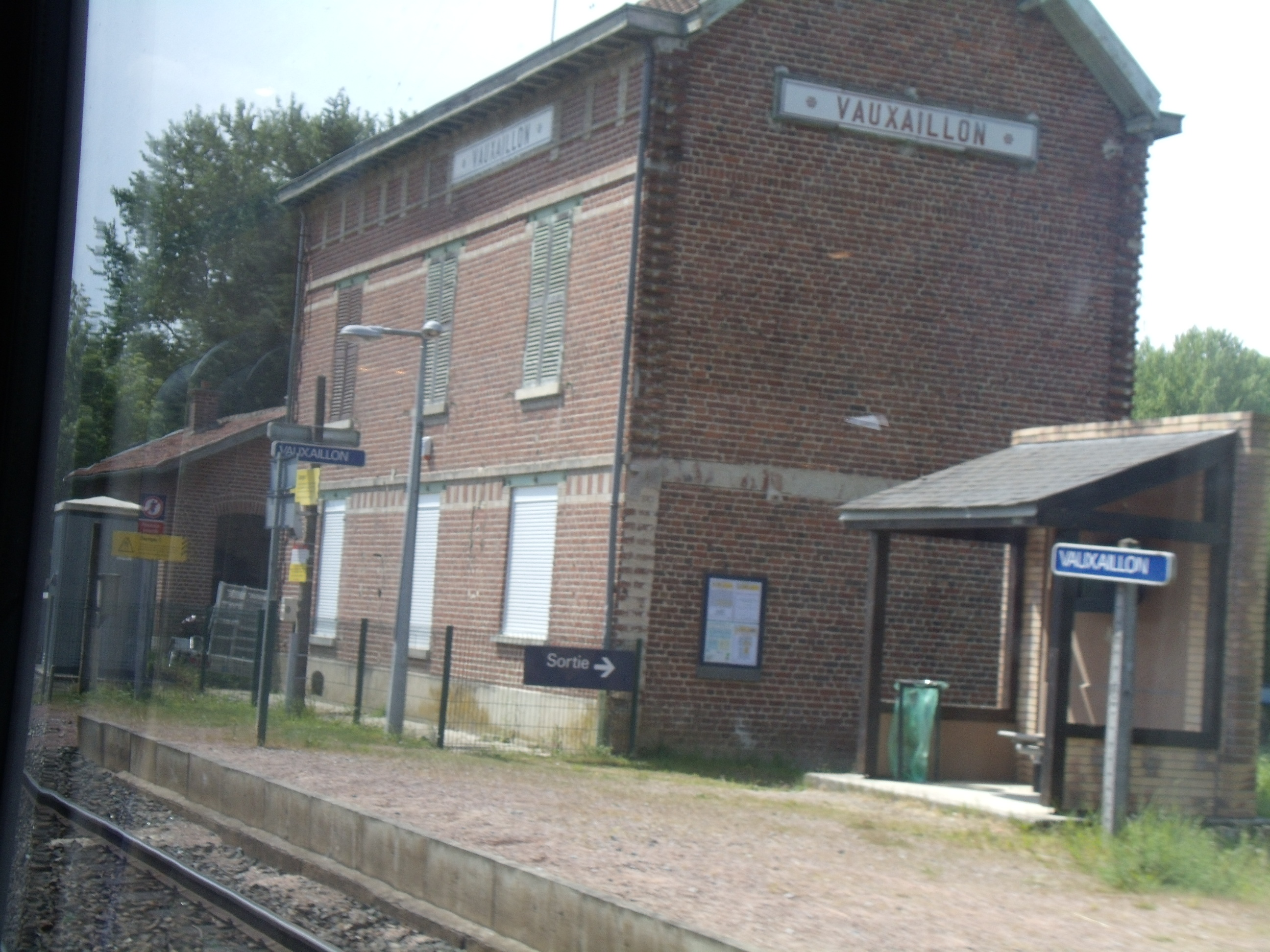
La gare.
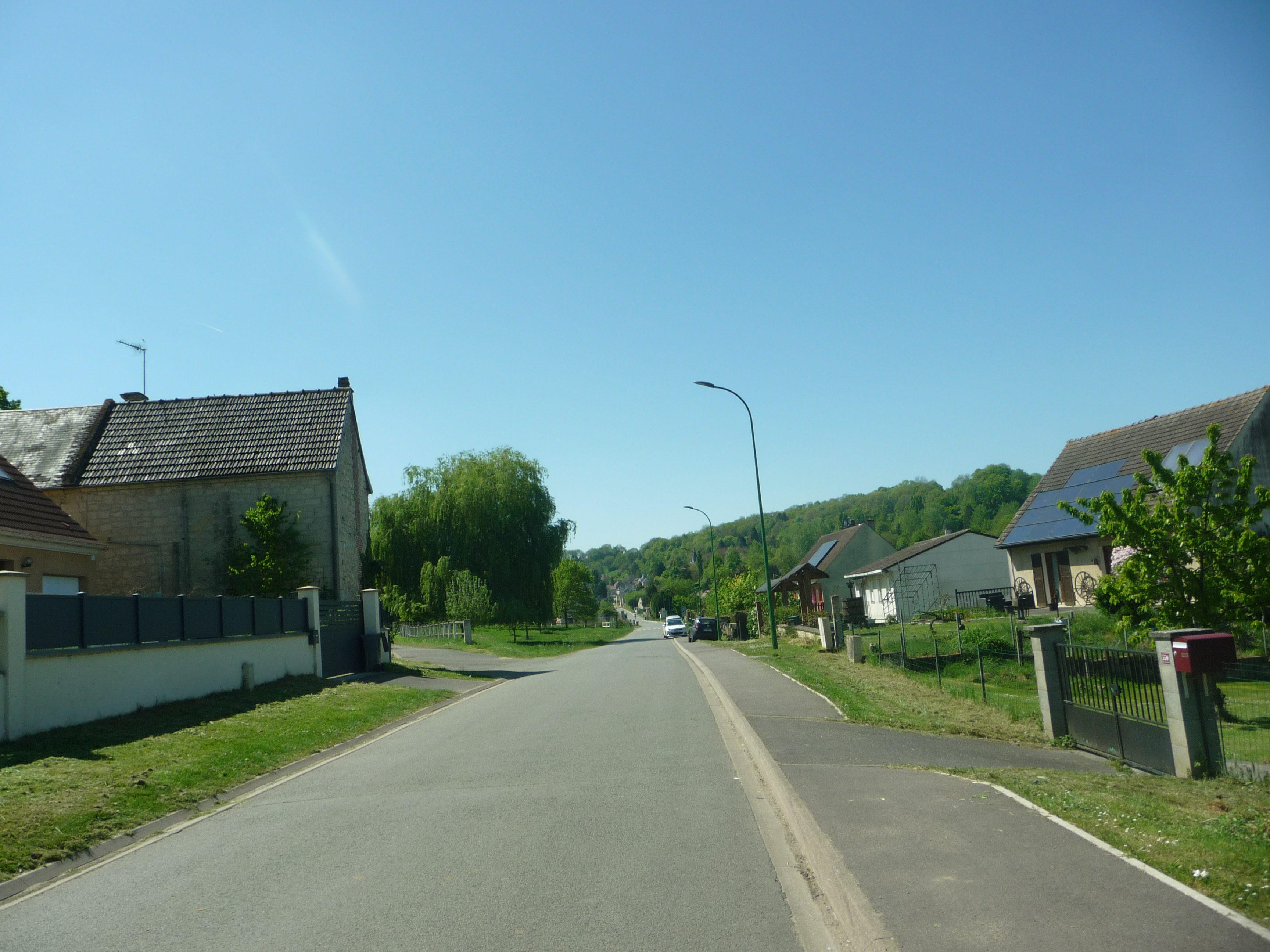
Rue principale du village.

## Culture locale et patrimoine

### Lieux et monuments
- Église Saint-Médard de Vauxaillon.
- Cimetière militaire français de Vauxaillon.
- Monument aux morts.
- Calvaire.

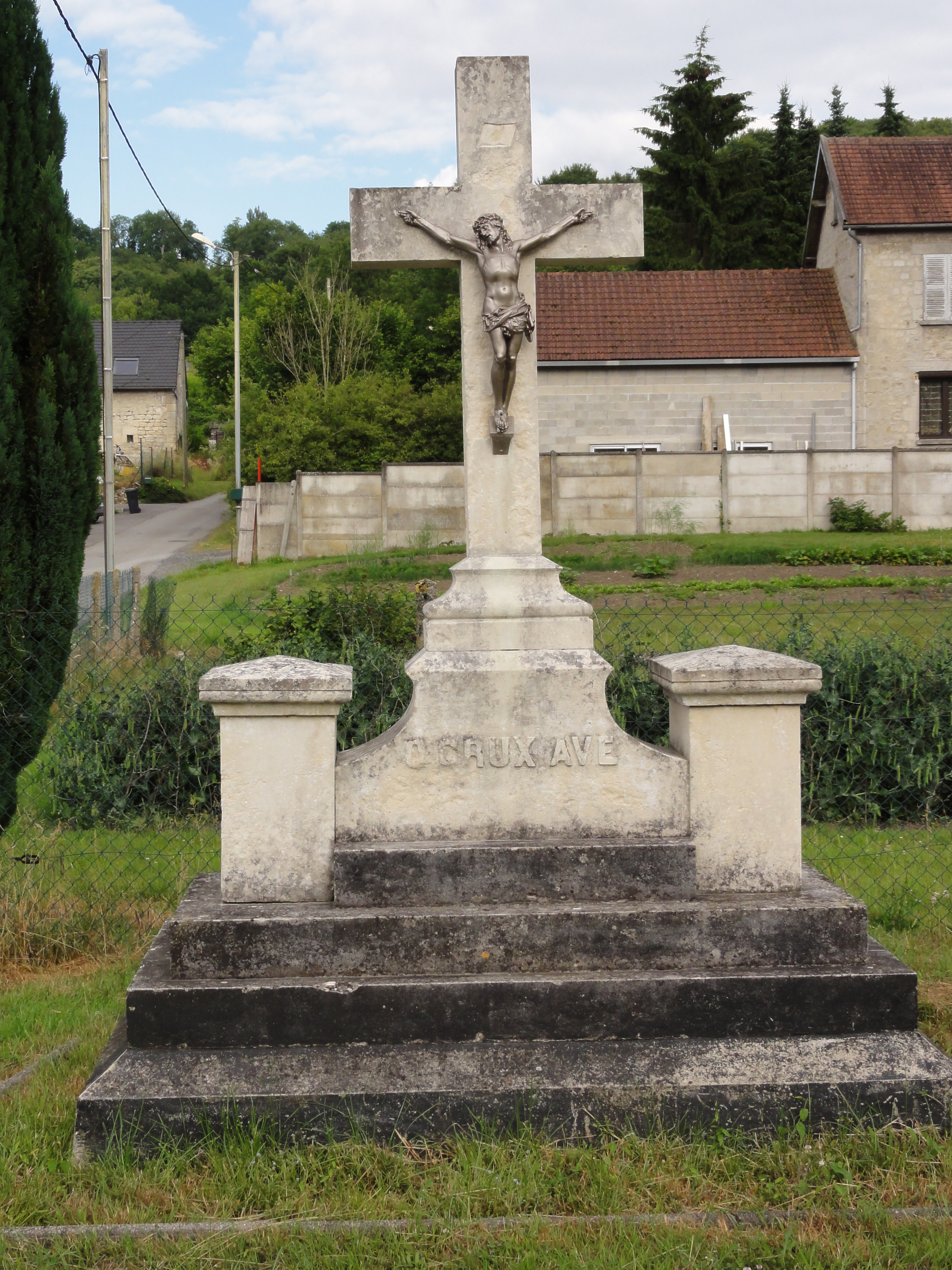
Le calvaire.
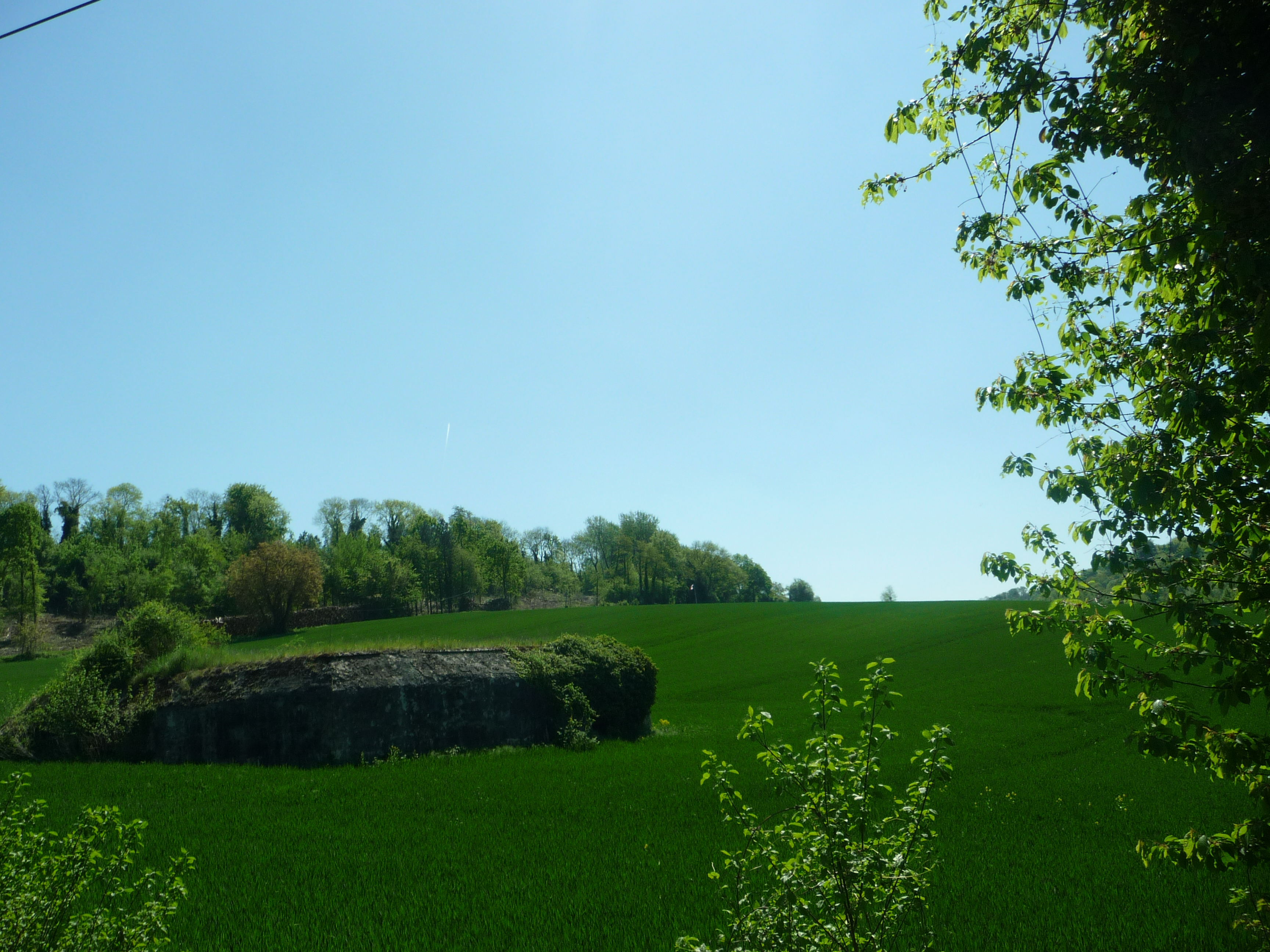
Une des deux casemates.
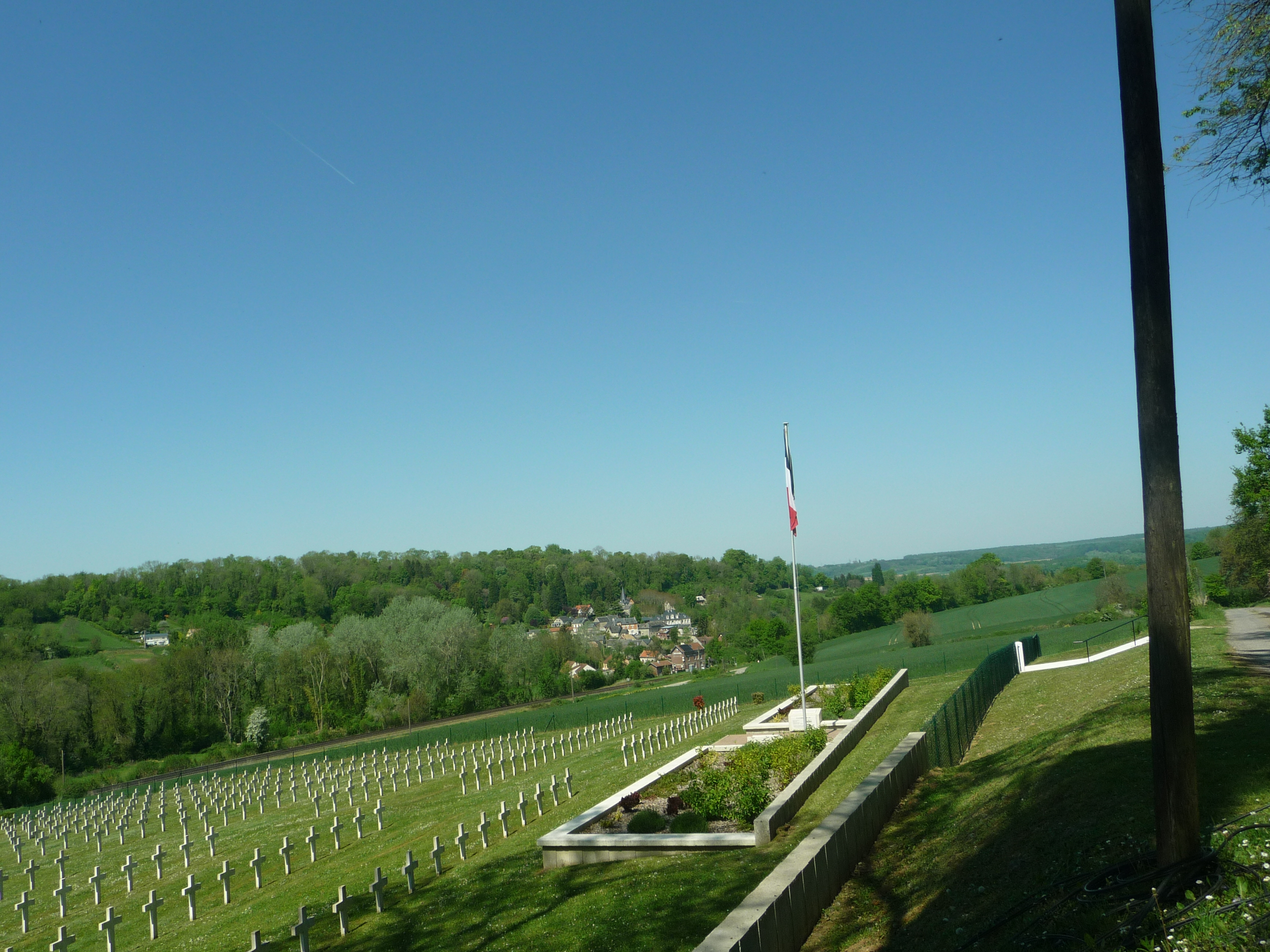
Nécropole nationale de Vauxaillon.
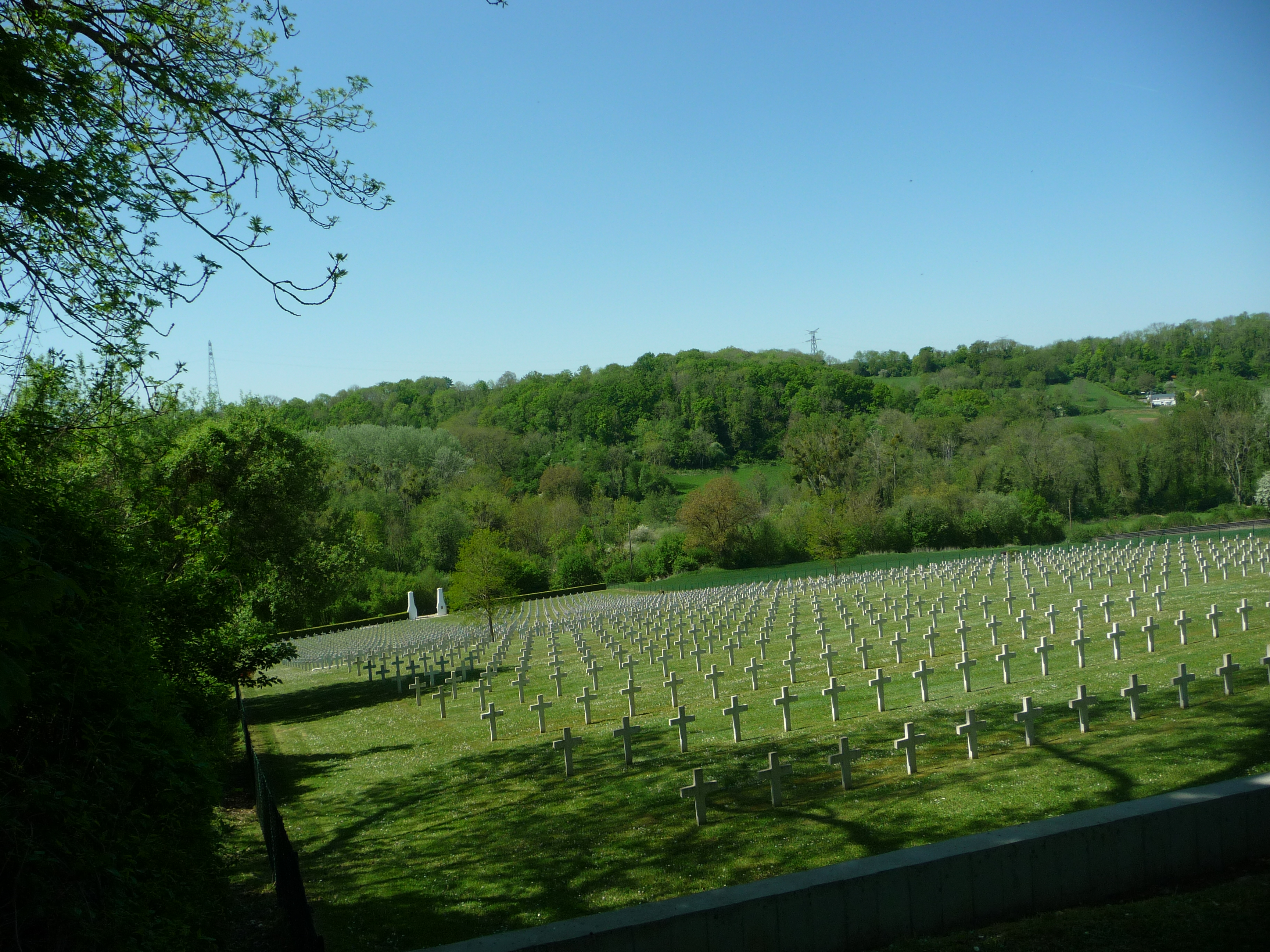
Nécropole nationale de Vauxaillon.

### Héraldique
| Blason de Vauxaillon | Blason  | Tiercé en pairle renversé : au 1er de gueules à trois croisettes d'argent, au 2e de sinople au pied de fougère Ophioglossum vulgatum d'argent, au 3e d'azur à la fasce ondée d'argent. Ornements extérieursCroix de guerre 1914-1918 |
| Blason de Vauxaillon | Détails | Les croisettes symbolisent la souffrance du village lors des deux Guerres Mondiales, et rappellent la nécropole nationale présente sur la commune, avec ses quelque 2 000 soldats inhumés. La ligne bleue évoque l'Ailette qui borde le village. La plante est une plante rare, découverte dans les marais de la commune : l'Ophioglossum vulgatum. Création de Jean-François Binon adoptée par la municipalité en 2016. |